# (151) Abundancia
(151) Abundancia es un asteroide perteneciente al cinturón de asteroides descubierto el 1 de noviembre de 1875 por Johann Palisa desde el observatorio de Pula, Croacia.
Está nombrado por la diosa romana homónima.